# Demografia da África do Sul
| <1 /km² 1–3 /km² 3–10 /km² 10–30 /km² 30–100 /km² | 100–300 /km² 300–1000 /km² 1000–3000 /km² >3000 /km² |

Evolução demográfica da África do Sul, dados da FAO de 2005, em milhares de habitantes.

Densidade demográfica da África o Sul.

A Demografia da África do Sul engloba cerca de 62 milhões pessoas (2022) de diferentes origens, culturas, línguas e religiões. Segundo censo de 2018, negros africanos eram 80,2% da população, enquanto brancos eram 8,4%, coloureds (mestiços/crioulos) eram 8,8% e indianos/asiáticos em geral são 2,5%. O número de estrangeiros vivendo na África do Sul, em 2011, era de 2,1 milhões de pessoas.
África do Sul abriga uma considerável população de refugiados e requerentes de asilo. Segundo a World Refugee Survey 2008, publicado pelo Comitê estadunidense para Refugiados e Imigrantes, esta população era de aproximadamente 144.700 pessoas em 2007. Grupos de refugiados e requerentes de asilo que somam mais de 10.000 pessoas incluídas do Zimbábue (48.400), República Democrática do Congo (24.800) e Somália (12.900). Estas populações viviam principalmente em Joanesburgo, Pretória, Durban, Cidade do Cabo e Porto Elizabeth.

## Idiomas
As línguas oficiais são o inglês (língua materna de 8% da população), africâner (13%), idioma derivado do neerlandês com influências limitadas de línguas indígenas, como a malaia. As línguas nativas e oficiais incluem o zulu (21%), xossa (17%), suázi (2%), andebele (1%), soto meridional (7%), soto setentrional (9%), tsonga (4%), tsuana (8%) e venda (2%).
Os negros urbanos geralmente falam inglês ou afrikaans para além da sua língua natal. Existem grupos menores mas ainda significativos de falantes de línguas coissãs, que não são línguas oficiais mas são uma das oito línguas oficialmente reconhecidas. Existem pequenos grupos de falantes de línguas ameaçadas, muitas delas pertencentes à família khoi-san, e que não têm nenhum estatuto oficial. Alguns grupos no interior da África do Sul, no entanto, estão a tentar promover o seu uso.

## Religião
| Religião na África do Sul | Religião na África do Sul | Religião na África do Sul | Religião na África do Sul | Religião na África do Sul |
| ------------------------- | ------------------------- | ------------------------- | ------------------------- | ------------------------- |
|                           |                           |                           |                           |                           |
| Cristianismo              | Cristianismo              |                           | 79,7%                     | 79,7%                     |
| Sem religião              | Sem religião              |                           | 15,1%                     | 15,1%                     |
| Outras                    | Outras                    |                           | 2,3%                      | 2,3%                      |
| Islamismo                 | Islamismo                 |                           | 1,5%                      | 1,5%                      |
| Sem resposta              | Sem resposta              |                           | 1,4%                      | 1,4%                      |
| Hinduísmo                 | Hinduísmo                 |                           | 1,3%                      | 1,3%                      |

Em termos de crença religiosa, cerca de três quartos dos sul-africanos são cristãos, particularmente protestantes. Pertencem a várias igrejas, incluindo muitas que combinam crenças cristãs e africanas tradicionais. Muita da população não-cristã é animista. Entre as religiões minoritárias inclui-se o islão, o hinduísmo e o judaísmo. Por convicções religiosas, a população professa:
- Igreja Cristã Zion: 11,1%
- Igreja Pentecostal: 8,2%
- Igreja Católica: 7,1%
- Igreja Metodista: 6,8%
- Igreja Reformada Neerlandesa: 6,7%
- Igreja Anglicana: 3,8%
- Ateus: 18%

## Composição étnica

Grupos populacionais dominantes na África do Sul.
Africanos negros
Colorados
Indianos ou Asiáticos
Brancos
Nenhum dominante

O censo de 2001 organizado pela agência de estatísticas da África do sul propôs cinco categorias raciais onde as pessoas se podiam classificar a si próprias, a última das quais, "não especificada/outra", recolheu um número negligível de respostas e foi omitida. Os resultados das outras categorias foram:
- Negro — 79,0%
- Branco — 9,6%
- Coloured — 8,9%
- Indiano/Asiático — 2,5%

De longe, a maior parte da população classificou-se como africana ou negra, mas não é culturalmente ou linguisticamente homogénea.

### Negros
De longe, a parte maior da população se auto-classifica como  Africano ou negro, mas esse grupo não é culturalmente ou linguisticamente homogêneo. Os principais grupos étnicos incluem os zulus, xossas, basotos (soto do sul), bapedis (soto do norte), vendas, tsuanas, tsongas, andebeles (andebeles meridionais), matabeles (andebeles setentrionais) e suázis, que falam línguas bantas.
Alguns grupos como os zulus, xossas, bapedis e vendas são exclusivos da África do Sul. Outros grupos são distribuídos através das fronteiras com os países vizinhos da África do Sul: o grupo basoto também é o principal grupo étnico no Lesoto. O grupo étnico tsuana constitui a maioria da população de Botsuana. O grupo étnico suázi é o principal grupo étnico do Essuatíni. O grupo étnico andebele setentrional também é encontrado em Matabelelândia no Zimbábue, onde eles são conhecidos como matabeles. Estes povos matabeles são descendentes de uma facção zulu sob o guerreiro Mzilikazi que escaparam da perseguição de Shaka Zulu, migrando para o seu território atual. O grupo étnico tsonga também é encontrada no sul de Moçambique, onde eles são conhecidos como changana.

### Brancos
A população branca descende principalmente de imigrantes coloniais: neerlandeses, portugueses, alemães, huguenotes franceses e britânicos. Linguisticamente, está dividida entre os grupos de língua africâner e os de língua inglesa, embora muitas comunidades mais pequenas que imigraram durante o último século mantenham o uso de outras línguas. Um bom exemplo é a grande comunidade de imigrantes portugueses, essencialmente provenientes da Ilha da Madeira, que vive no país. Divididos entre bôeres, falantes da língua africâner, em sua maioria descendentes de colonos neerlandeses, alemães e franceses que ali se estabeleceram entre os anos de 1652 à 1795. O outro grupo é o de falantes da língua inglesa, em sua maioria descendentes de colonos britânicos.
| Grupos étnicos na África do Sul | Grupos étnicos na África do Sul | Grupos étnicos na África do Sul | Grupos étnicos na África do Sul | Grupos étnicos na África do Sul |
| ------------------------------- | ------------------------------- | ------------------------------- | ------------------------------- | ------------------------------- |
|                                 |                                 |                                 |                                 |                                 |
| Negros                          | Negros                          |                                 | 79,4%                           | 79,4%                           |
| Brancos                         | Brancos                         |                                 | 9,2%                            | 9,2%                            |
| Coloured                        | Coloured                        |                                 | 8,8%                            | 8,8%                            |
| Indianos ou Asiáticos           | Indianos ou Asiáticos           |                                 | 2,6%                            | 2,6%                            |

A população branca não é etnicamente homogênea e descende de muitos grupos étnicos: neerlandeses, flamengos, portugueses, noruegueses, alemães, gregos, franceses huguenote, ingleses, polacos, irlandeses, italianos, escoceses e galeses. Há também uma substancial (embora reduzida) população judaica, a maioria dos quais vieram da Lituânia, na virada do século XX, embora outros vieram depois e, posteriormente, do Reino Unido, da ex-União Soviética e de Israel. Cultural e linguisticamente os brancos são divididos em africânderes, que falam africâner, e grupos que falam inglês; em ambos os casos, trata-se de descendentes de emigrantes provenientes de vários países. Algumas comunidades pequenas que imigraram no século passado conservam a utilização de outros idiomas; um exemplo é a comunidade portuguesa. A população branca está diminuindo devido a uma baixa taxa de natalidade e pela emigração, como um fator em sua decisão de emigrar, muitos citam a elevada taxa de criminalidade e as políticas de "ação afirmativa" do governo que favorece a população negra. Desde 1994, cerca de 1.000.000 de brancos sul-africanos emigraram permanentemente do país.
Muitos dos brancos da África do Sul possuem significativa ancestralidade não europeia, por menor que esse grau possa ser em alguns indivíduos. De acordo com um estudo genealógico, por volta de 6% da ancestralidade dos descendentes dos colonos neerlandeses é de origem não europeia, aí incluídos aportes asiáticos e africanos. Muitas famílias tradicionais e antigas são descendentes, por exemplo, de Eva Krotoa, uma coissã que teve filhos com um colono neerlandês, e cujos filhos se integraram à comunidade colonial estabelecida pelos Países Baixos. Dentre os descendentes de Eva Krotoa, encontram-se muitos líderes famosos, tais como: o presidente do Transvaal Paul Kruger, o primeiro ministro da África do Sul Jan Smuts e o presidente da África do Sul F. W. de Klerk. Outras são descendentes de Manoel de Angola, um escravo liberto que se tornou proprietário e senhor de outros escravos.
Apesar dos níveis elevados da emigração, um elevado número de imigrantes brancos não-Sul Africanos se instalaram no país, em especial de países como Reino Unido e Zimbábue. Por exemplo, em 2005, havia cerca de 212.000 cidadãos britânicos residentes na África do Sul. Desde 2003, o número de imigrantes britânicos que vêm para a África do Sul aumentou 50%. Estima-se 20.000 imigrantes britânicos mudaram-se para a África do Sul em 2007. Houve também um número significativo de branco chegados do Zimbabué, que fogem do seu país de origem à luz dos problemas econômicos e políticos que o país enfrenta atualmente. Bem como os recém-chegados, um número significativo de zimbabueanos brancos emigrou para a África do Sul, na sequência da independência do Zimbábue em 1980. Alguns dos membros mais antigos da comunidade são conhecidos na cultura popular como "Whenwes", por causa de sua nostalgia por suas vidas na Rodésia, "quando estávamos na Rodésia...".
Não houve outras ondas de imigração branca para África do Sul nas últimas décadas. Na década de 1970, muitos moradores das antigas colônias portuguesas na África, como Angola e Moçambique, vieram morar na África do Sul após a independência destes territórios. Além disso, o governo do apartheid incentivou a imigração do Leste Europeu nos anos 1980 e início dos anos 1990, particularmente da Polônia e da Hungria.

### Coloured

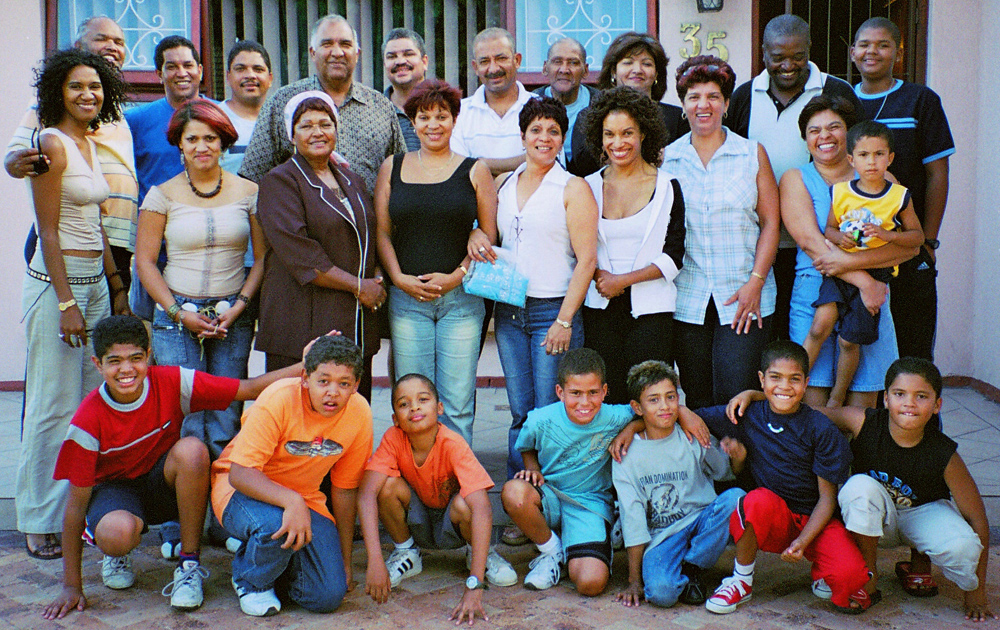
Uma família coloured

O termo coloured é usado ainda para as pessoas de origem mista, de negros e brancos, como uma mistura de javaneses, malaios, indianos,  outros asiáticos e malgaxes . A maioria fala africâner. Coissã é um termo usado para descrever dois grupos separados, fisicamente semelhantes: pele relativamente clara e pequena estatura. Os cóis, que foram chamados hotentotes pelos europeus, eram pastores e foram reduzidos a grupos residuais, os sãs, chamados bosquímanos pelos europeus, eram (e são em boa parte) caçadores-coletores. Dentro da comunidade coloradas, entre os imigrantes mais recentes também são encontrados mestiços da antiga Rodésia (atual Zimbábue), Namíbia e imigrantes de ascendência mista da Índia e da Birmânia (anglo-indianos/anglo-burmeses), que foram acolhidos da Província do Cabo, quando a Índia e a Birmânia conquistaram sua independência.
Os mestiços, chamados de coloured, cuja ancestralidade inclui uma miscigenação entre africanos, europeus e asiáticos, correspondem a 8,9%. Os asiáticos, principalmente de origem indiana, correspondem a 2,5%.

### Asiáticos
A maior parte da população asiática sul-africana é de origem indiana, muitos deles descendentes de trabalhadores contratados trazidos no século XIX para trabalhar nas plantações de açúcar da zona costeira oriental então conhecida como Natal. Graves distúrbios em Durban entre indianos e Zulus eclodiu em 1949. Há também um grupo significativo de sul-africanos chineses (cerca de 100 mil indivíduos) e do Vietname (cerca de 50.000 indivíduos). Em 2008, o Supremo Tribunal de Pretória determinou que os chineses sul-africanos que chegaram antes de 1994 deviam ser reclassificados como mestiços. Como resultado desta decisão, cerca de 12.000-15.000 os cidadãos etnicamente chineses que chegaram antes de 1994, totalizando 3%-5% do total da população chinesa no país.